# اورسیانا

اورسیانا

اورسیانا (به ایتالیایی: Aurisina) (به اسلونیایی: Nabrežina) در مجاورت سیستانا، در حد فاصل مون‌فالکونه و تریسته قرار دارد. اورسیانا شهرکی اسلوونیایی هست ولی امروز بیشتر اسلوونیایی‌های شهر را سالخوردگان هستند که در یک سرشماری در سال ۲۰۰۳، ۶۰ درصد جمعیت اورسیانا را تشکیل می‌دهند.

## مشاهیر اورسینا
- ایگو گرودن (شاعر اسلوونیایی)
- میروسلاو زی (زیست‌شناس اسلوونیایی)

## جاذبه‌های توریستی
- تونل طبیعت
- پلاژ فیلتری